# Beloved Adventuress
Beloved Adventuress è un film muto del 1917 diretto da William A. Brady e, non accreditati, George Cowl, Edmund Lawrence.

## Produzione
Il film fu prodotto dalla Peerless Productions e dalla World Film.

## Distribuzione
Il copyright del film, richiesto dalla World Film Corp., fu registrato il 9 luglio 1917 con il numero LU11082.
Distribuito dalla World Film e presentato da William A. Brady, il film uscì nelle sale cinematografiche statunitensi il 16 luglio 1917.